# Тековиримат
Тековиримат — противовирусное средство для лечения оспы.
Одобрен для применения: США (2018), ЕС (2022).
В 1980 году Всемирная организация здравоохранения объявила об эрадикации оспы, однако Правительство США считая, что возбудитель натуральной оспы все ещё может быть использован в качестве биологического оружия, в июле 2018 года, в соответствии с программой правительства США по борьбе с угрозой применения БО, зарегистрировала первый препарат тековиримат (tecovirimat) для лечения оспы. Исследования эффективности препарата проводились на животных, так как полноценные клинические исследования противоречат этическим соображениям. Результат опытов показал, что получавшие тековиримат животные, жили дольше тех особей, кому вводилось плацебо. После безопасность тековиримата была исследована при участии 359 здоровых добровольцев, а самым распространенным побочным эффектом на препарат являлась головная боль, тошнота и боль в животе.
В 2019 году тековиримат был использован для лечения лаборантки, заразившейся вирусом коровьей оспы при нарушении техники безопасности.
Несмотря на данные клинических исследований показавших нулевую эффективность препарата против оспы обезьян, тековиримат рекомендован для клинической терапии тяжелых случаев заболевания. 

## Механизм действия
Ингибирует белок p37.

## Показания к применению
Оспа, вызванная вирусом Variola.